# Atak rakietowy na akademiki w Charkowie
Atak rakietowy na akademiki[wymaga weryfikacji?] w Charkowie – zbrodnia wojenna dokonana przez Siły Zbrojne Federacji Rosyjskiej wieczorem 17 i rankiem 18 sierpnia 2022 w Charkowie na Ukrainie. Był to jeden z największych i najtragiczniejszych ostrzałów rakietowych tego miasta. W jego wyniku zginęło 25 osób (w tym 11-letni chłopiec), a 44 zostały ranne (w tym trójka dzieci).

## Tło
Zdobycie Charkowa przez wojska rosyjskie było jednym z pierwszych zadań podczas kampanii wojennej prowadzonej na Ukrainie od 24 lutego 2022. Misja ta zakończyła się jednak niepowodzeniem, wskutek czego później miasto było niemal nieustannie ostrzeliwane pociskami artyleryjskimi i rakietami.

## Przebieg wydarzeń
17 sierpnia 2022 w godzinach wieczornych, rosyjskie wojsko przeprowadziło atak rakietowy w wyniku którego zniszczony został wieżowiec mieszkalny w rejonie sałtiwskim. Poinformował o tym szef Charkowskiej Obwodowej Administracji Wojskowej Ołeh Syniehubow. W budynku, który został ostrzelany rakietami typu Iskander (według innych źródeł Kalibr), znajdował się akademik. W wyniku ostrzału miało zginąć sześć osób, a szesnaście zostało rannych. Rankiem 18 sierpnia 2022 około godziny 4:30 ponownie wystrzelono kilka rakiet. Dwie z nich trafiły w teren zajezdni tramwajowej w rejonie slobidskim. Uszkodzony został warsztat naprawczy i budynek bursy, należący do jednego z miejskich przedsiębiorstw komunalnych.